# Pulborough
Pulborough är en ort och civil parish i Storbritannien.   Den ligger i grevskapet West Sussex och riksdelen England, i den södra delen av landet, 70 km söder om huvudstaden London. Pulborough ligger 14 meter över havet och antalet invånare är 3 993.
Terrängen runt Pulborough är platt åt nordost, men åt sydväst är den kuperad. Runt Pulborough är det ganska tätbefolkat, med 239 invånare per kvadratkilometer. Närmaste större samhälle är Littlehampton, 16,3 km söder om Pulborough. Trakten runt Pulborough består till största delen av jordbruksmark.